# Mohammad, le Messager de Dieu
Ne pas confondre avec le film de Moustapha Akkad, Le Message.
Pour plus de détails, voir Fiche technique et Distribution.
Mohammad, le Messager de Dieu (محمد رسول‌الله, Mohammad Rasulollah) est un film historique iranien, réalisé par Majid Majidi, sorti en 2015 et qui, à la date de sa sortie, est la production iranienne au budget le plus élevé,,. Le récit se déroule au cours du VIe siècle et tourne autour du prophète de l'islam Mahomet, de sa naissance à l'âge de 13 ans.
Le film est proposé en tant que film iranien pour l'Oscar du meilleur film en langue étrangère à la 88e cérémonie des Oscars, en 2016, mais n'est pas sélectionné.

## Synopsis
Aminah, douce épouse du désert, est sur le point d'accoucher alors que son bien-aimé a disparu. Une série de miracles pendant et après la naissance du petit fait comprendre à son clan qu'il s'agit là d'un humain exceptionnel, qu'on attendait depuis longtemps...
Alors que le petit garçon grandit en nourrice, il se démarque déjà des autres enfants par sa gentillesse et sa douceur, outre son intelligence de cœur et sa sagesse surprenante pour son âge. Cependant, il devra faire face à une suite de malheurs et d'épreuves qui ne feront que grandir son âme et sa proximité avec Dieu tout-puissant.

## Fiche technique
Sauf indication contraire, les informations mentionnées dans cette section peuvent être confirmées par la base de données cinématographiques IMDb,  présente dans la section « Liens externes ».
- Titre français : Mohammad, le Messager de Dieu[4]
- Titre original : محمد رسول‌الله, Mohammad Rasulollah
- Réalisation : Majid Majidi
- Scénario : Majid Majidi, Kambuzia Partovi
- Décors : Miljen Kreka Kljakovic
- Costumes : Michael O'Connor
- Maquillage : Federico Carretti, Giannetto De Rossi, Maurizio Nardi
- Photographie : Vittorio Storaro
- Musique : A.R. Rahman
- Production : Muhammad Mehdi Heidarian
- Sociétés de production : Nourtaban Film Industry
- Sociétés de distribution : Nourtaban Film Industry
- Société d'effets spéciaux : Digital Sandbox
- Budget de production : 623 300 000 000 IRR
- Pays d'origine :  Iran
- Langues : Arabe, anglais, persan
- Format : Couleurs - 2,00:1 - DCP / Arriflex Cameras / Kodak - 35 mm
- Genre : Biographie, drame, historique
- Durée : 178 minutes (2 h 58)
- Dates de sorties en salles :
  - Iran : 1er février 2015 (Festival du film de Fajr) ; 29 août 2015[réf. nécessaire][5]

## Distribution
- Mahdi Pakdel : Abu Talib
- Sareh Bayat : Halimah
- Mina Sadati : Aminah
- Ali Reza Shoja-Nuri : Abdul Muttalib
- Mohsen Tanabandeh : Samuel
- Dariush Farhang : Abu Sufyan
- Mohammad Yaromtaghloo : abu jahl
- Siamak Adib : Hanatte
- Mohammad Asgari :
- Ra'na Azadivar :
- Sadegh Hatefi :
- Kourosh Torbat Zadeh :

## Production
Le tournage du film eut lieu dans la ville de Qom ainsi qu'en Afrique du Sud.